# Isole Babuyan
Le isole Babuyan sono un gruppo insulare delle Filippine che costituisce un prolungamento settentrionale dello stesso arcipelago delle Filippine. Sono situate nello stretto di Luzon, a sud delle isole Batan e del canale di Balintang. Si trovano 32 km a nord di Luzon, nel canale di Babuyan. Con una superficie totale di 600 km², comprendono 24 isole vulcanico-coralline, di cui le principali sono Babuyan, Camiguin, Calayan, Fuga e Dalupiri. Gli abitanti sono pescatori e agricoltori con forti legami culturali con gli abitanti di Luzon. La mancanza di terre coltivabili e la prevalenza di forti venti scoraggiano la coltivazione di riso o mais. Invece, le radici commestibili, in particolare le patate dolci, vi crescono benissimo; sulle isole è praticato anche un po' di allevamento del bestiame.
Calayan è la città maggiore e l'unico porto che effettui regolari servizi di trasporto con Aparri e Manila, ma questo collegamento è spesso interrotto tra settembre e febbraio durante la stagione dei tifoni. Tra i prodotti esportati figurano bovini, maiali, capre e legname.